# O Esquadrão Suicida
The Suicide Squad (bra/prt: O Esquadrão Suicida) é um filme estadunidense de super-herói lançado em 2021, baseado na equipe de mesmo nome da DC Comics. Produzido pela Atlas Entertainment e The Safran Company, e distribuído pela Warner Bros. Pictures, é uma sequência independente de Esquadrão Suicida (2016) e o décimo filme no DC Extended Universe (DCEU). Escrito e dirigido por James Gunn, o elenco é composto por Margot Robbie, Idris Elba, John Cena, Joel Kinnaman, Viola Davis, Sylvester Stallone, David Dastmalchian, Daniela Melchior, Michael Rooker, Jai Courtney, Peter Capaldi, Alice Braga e Pete Davidson. No filme, uma força-tarefa de condenados é enviada para destruir um laboratório chamado Jötunheim e encontrar o alienígena estrela-do-mar gigante Starro, o Conquistador.
David Ayer deveria retornar como diretor para uma sequência de Esquadrão Suicida em março de 2016, mas em dezembro ele escolheu desenvolver um filme sobre Gotham City Sirens. A Warner Bros. considerou vários diretores para ocupar a vaga antes de contratar Gavin O'Connor em setembro de 2017. Ele saiu em outubro de 2018, e James Gunn foi contratado para escrever e dirigir o filme depois de ser temporariamente demitido pela Disney e pelo Marvel Studios como o diretor de Guardians of the Galaxy Vol. 3 (2023). Gunn se inspirou em filmes de guerra e nos quadrinhos do Esquadrão Suicida dos anos 80 de John Ostrander, e decidiu explorar novos personagens em uma história separada da narrativa do primeiro filme, embora alguns membros do elenco de Esquadrão Suicida tenham retornado. A fotografia principal começou em Atlanta, Geórgia em setembro de 2019 e foi concluída no Panamá em fevereiro de 2020, o filme teve também filmagens na cidade do Porto, em Portugal.
The Suicide Squad foi lançado nos cinemas no Reino Unido em 30 de julho de 2021 e nos Estados Unidos em 5 de agosto, enquanto o lançamento na HBO Max nos EUA foi no dia seguinte. No Brasil, o filme também foi lançado nos cinemas no dia 5 de agosto. O longa recebeu críticas positivas dos críticos, que elogiaram a direção de Gunn, o estilo visual e o humor irreverente, com muitos notando uma melhora significativa em relação ao seu antecessor. O filme ainda teve um derivado confirmado, Peacemaker, que será uma série de televisão spin-off estrelada por John Cena, estreará na HBO Max em janeiro de 2022.

## Elenco
- Margot Robbie como Dra. Harleen Quinzel / Arlequina:
Uma criminosa totalmente imprevísivel e ex-psiquiatra do Asilo Arkham.[14] Robbie disse que o filme mostraria um novo lado da personagem em comparação com suas aparições anteriores no DC Extended Universe (DCEU), devido a ela estar em um novo lugar e rodeada por novos personagens.[15] O diretor James Gunn comparou a relação de Harley e Sanguinário a dupla de comédia Abbott e Costello, com Harley sendo Costello.[16] Robbie usa um novo traje que apresenta a paleta de cores tradicional vermelho e preto da Arlequina, com Gunn se inspirando no traje da personagem no jogo Batman: Arkham City (2011). Ele queria que a jaqueta dela tivesse uma escrita "estilo gangue de motocicleta" nas costas, e escolheu "Live fast, die clown" em vez de outras prováveis opções como "Clown AF" e "World's Best Grandpa".[17] Gunn também removeu a tatuagem facial "Rotten", da Arlequina, dos filmes anteriores do UEDC, porque ele e Robbie não gostavam dela.[18]
- Idris Elba como Robert DuBois / Sanguinário:
Um mercenário com um traje tecnologicamente avançado que só ele pode usar. Depois de atirar no Superman com uma bala de Kryptonita, ele encurta sua sentença de prisão juntando-se à Força-Tarefa X para que possa se reunir com sua filha, Tyla.[19][20] Gunn descreveu Sanguinário como um retrato nada sentimental de um herói de ação dos anos 1960 como Steve McQueen, sem as "repercussões morais" desses personagens.[16] Elba foi originalmente escalado para substituir Will Smith como Pistoleiro, antes de seu personagem ser alterado para o Sanguinário, para permitir que Smith tivesse a oportunidade de retornar a qualquer momento como seu personagem em projetos futuros;[21] Gunn não mudou a história que havia escrito para Elba, e apenas escolheu o Sanguinário porque gostou do personagem dos quadrinhos. A habilidade do personagem dos quadrinhos de manifestar armas é adaptada no filme como diferentes dispositivos e armas transformadoras que vêm de seu traje.[17]
- John Cena como Christopher Smith / Pacificador:
Um assassino implacável e jingoísta que acredita em alcançar a paz a qualquer custo.[14][16][20] Gunn disse a Cena para não ler nenhuma história em quadrinhos do Pacificador antes das filmagens, e Cena originalmente abordou o papel com uma "personalidade angulosa e treinada de sargento ao estilo Nascido para Matar", antes de Gunn lhe dizer para agir como um "Capitão América mano idiota".[22] Gunn acrescentou que o personagem saiu direto de uma série de televisão dos anos 1970, como Mulher-Maravilha.[19]
- Joel Kinnaman como Coronel Rick Flag:
O líder de campo do Esquadrão Suicida.[14] Kinnaman disse que o filme foi uma oportunidade de dar ao personagem uma folha em branco, e disse que Flag é mais bobo, menos cansado, mais ingênuo e mais engraçado no filme do que sua atuação no primeiro Esquadrão Suicida (2016).[23]
- Sylvester Stallone como Nanaue / Tubarão-Rei (voz):
Um híbrido homem-peixe devorador de homens.[24][25][26][27] Steve Agee retratou o Tubarão-Rei como uma referência no set,[28][29] com o personagem então criado por efeitos visuais.[30] Gunn inicialmente usou o design do Tubarão-martelo dos quadrinhos, mas achou estranho filmar o personagem com outros atores devido aos olhos dele estarem nas laterais de sua cabeça.[30] Gunn decidiu pelo design do Grande Tubarão Branco semelhante ao visto na série animada Harley Quinn (2019-presente), embora isso tenha sido uma coincidência, uma vez que a série foi lançada após o início das filmagens de O Esquadrão Suicida.[29] Gunn deu ao Tubarão-Rei um corpo de pai para torná-lo menos parecido com um mamífero, bem como olhos pequenos, uma boca grande e uma cabeça pequena para evitar o design de "besta antropomórfica fofa" visto em personagens populares como Baby Groot de seus filmes dos Guardiões da Galáxia e o Baby Yoda de O Mandaloriano.[30]
- Viola Davis como Amanda Waller: A diretora da A.R.G.U.S. que executa o programa Força-Tarefa X.[31]
- David Dastmalchian como Abner Krill / Homem-Bolinha: um criminoso que foi um "experimento que deu errado" que usa um traje coberto de bolinhas que Gunn descreveu como "o personagem mais idiota de todos os tempos" e esperava se transformar em um personagem trágico para o filme;[32][33]
- Daniela Melchior como Cleo Cazo / Caça-Ratos 2: uma assaltante de bancos descrita por Gunn como o "coração do filme", que herdou o manto de "Caça-Ratos" de seu pai, pode controlar ratos e se comunicar com eles, e tem um rato de estimação chamado Sebastian (dublado por Dee Bradley Baker);[32][24][17][14]
- Jai Courtney como George "Digger" Harkness / Capitão Bumerangue:
Um ladrão australiano desequilibrado que empunha bumerangues.[34] Courtney afirmou que, ao contrário de Rick Flag, o capitão Boomerang não mudou desde os eventos de Esquadrão Suicida, sendo "a mesma responsabilidade de m*rda que descobrimos no primeiro. Ele está lá fora causando problemas como você esperaria".[35]
- Peter Capaldi como Dr. Gaius Grieves / Pensador: Um supervilão altamente inteligente que trabalha com o governo de Corto Maltese no Projeto Estrela-do-Mar.[36][37][20]

Também estrelando no filme estão Michael Rooker como Brian Durlin / Sábio, um vigilante hacker de computador; Alice Braga como Sol Soria, líder de uma facção rebelde em Corto Maltês; Pete Davidson como Richard "Dick" Hertz / Blackguard, um mercenário que é facilmente manipulado em arruinar seus próprios esquemas; Nathan Fillion como Cory Pitzner / O.C.D, anteriormente conhecido como O Cara Desacoplado, um meta-humano que pode desprender os braços do corpo para usá-los como armas; Sean Gunn como Doninha, uma doninha antropomórfica cujo retrato no filme é baseado em Bill the Cat, das histórias em quadrinhos de Bloom County e que James Gunn descreveu como "pouco mais que um animal ... [que] não tem ideia do que está acontecendo ao seu redor"; Flula Borg como Dardo, um ex-atleta olímpico que empunha dardos como armas; e Mayling Ng como Mongal, uma alienígena assassina em massa com tendências genocidas. Starro, o Conquistador, aparece como um dos antagonistas do filme, falando por meio de vários personagens que ele controla usando extensões em miniaturas de si mesmo.
Além de interpretar o Tubarão-Rei no set, Steve Agee interpreta John Economos, o diretor da penitenciária de Belle Reve e um assessor de Waller. Também aparecem Joaquín Cosío como Mateo Suárez, o major-general de Corto Maltese; Juan Diego Botto como Silvio Luna, o ditador de Corto Maltese; Storm Reid como Tyla, filha do Sanguinário; Julio Ruiz como Milton, um associado da Força-Tarefa X; Tinashe Kajese como Flo Crawley; Jennifer Holland como Emilia Harcourt, uma assessora de Amanda Waller; e Taika Waititi como o primeiro Caça-Ratos, o pai de Cleo; John Ostrander, o criador da equipe do Esquadrão Suicida dos anos 1980 que influenciou o filme, aparece como Dr. Fitzgibbon, enquanto Stephen Blackehart tem um pequeno papel como o piloto Briscoe,  e Lloyd Kaufman aparece como um convidado da festa. Vários vilões da DC Comics fazem aparições como presos de Belle Reve, incluindo: Sean Gunn como o Homem Calendário, Natalia Safran como Caleidoscópio e Jared Leland Gore como Duplo. Pom Klementieff, que interpreta Mantis em Guardiões da Galáxia Vol. 2 e em outros filmes do Universo Cinematográfico da Marvel, faz uma aparição especial não creditada como uma dançarina em uma boate.

## Produção

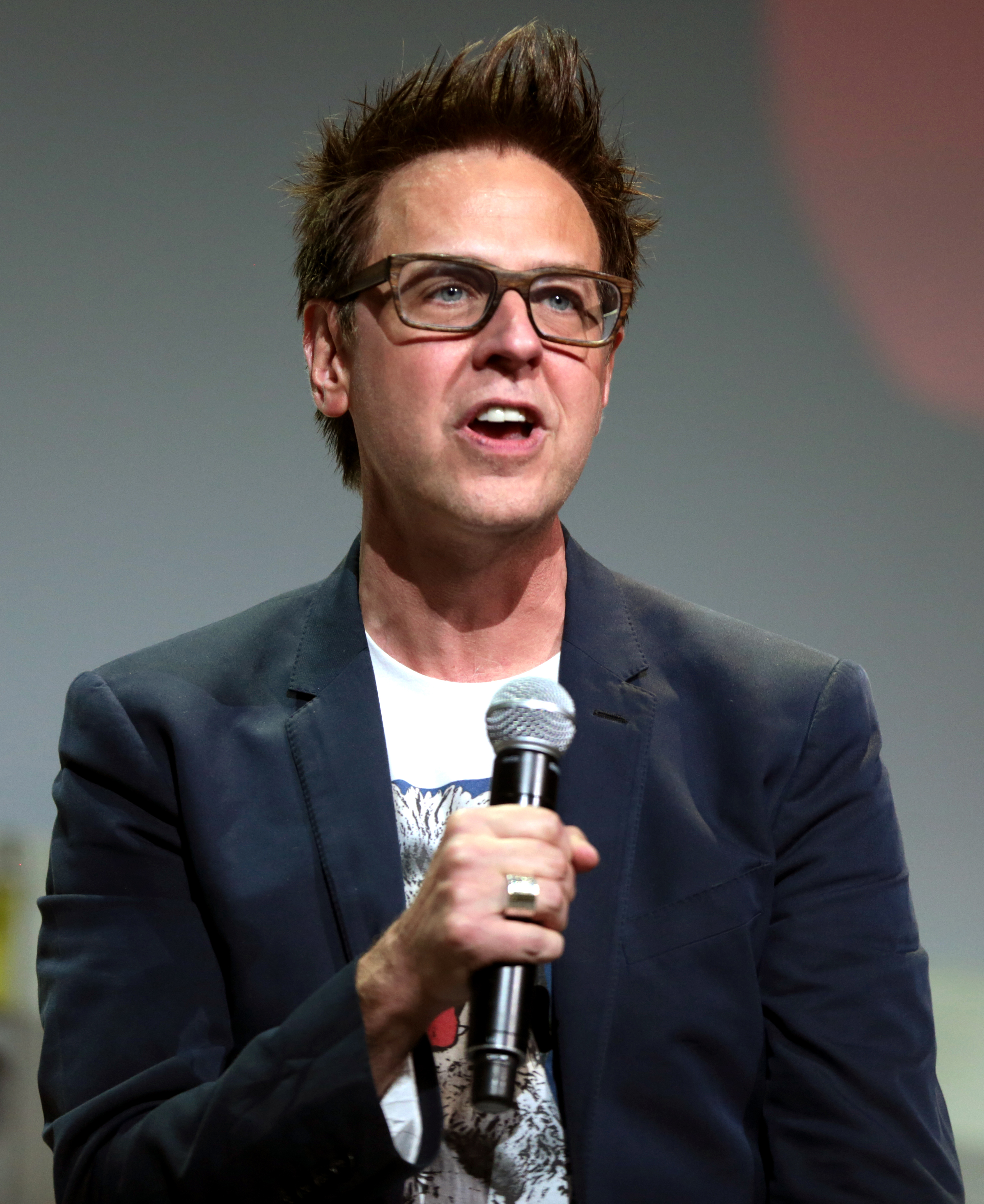
James Gunn roteirizou e dirigiu The Suicide Squad.

### Desenvolvimento
Uma sequência de Suicide Squad (2016) era esperada para março de 2016, antes do lançamento do primeiro filme em agosto, com o diretor David Ayer e Will Smith previstos para retornarem para o início das filmagens em 2017, após concluirem seu trabalho em Bright (2017). No mês seguinte, Ayer disse que o primeiro filme foi classificado como PG-13 porque foi originalmente concebido dessa forma pelo estúdio, e uma classificação para maiores precisa ser planejada desde o início da produção. Ele disse que valeria a pena fazer um "lobby" para fazer uma sequência censurada, pois achava que o primeiro filme já tinha a "vantagem" e a "atitude" de um filme para maiores. Suicide Squad foi lançado para uma resposta polarizadora e foi relatado como tendo uma produção difícil, mas o filme arrecadou o suficiente para a Warner Bros. Pictures acelerar o desenvolvimento de uma sequência. Em dezembro, vários filmes spin-off também estavam em desenvolvimento, incluindo um protagonizado por Will Smith como Pistoleiro. O projeto mais avançado era Gotham City Sirens, com Margot Robbie planejando estrelar como Harley Quinn. Naquela época, Ayer foi escalado para dirigir e produzir o filme.
A Warner Bros. começou a procurar um novo diretor para o Suicide Squad 2 e estava querendo Mel Gibson em meados de fevereiro de 2017. Ruben Fleischer, Daniel Espinosa, Jonathan Levine e David S. Goyer também foram considerados. Adam Cozad entrou em negociações para escrever o filme um mês depois, quando ainda não havia nenhum diretor vinculado ao projeto. Foi descrito como uma prioridade para a Warner Bros. Atrasos no roteiro fizeram com que o início das filmagens fosse adiado para meados de 2018, quando Gibson deixou o projeto. Jaume Collet-Serra, tornou-se o novo escolhido para a direção no início de julho, nessa época Zak Penn apresentou um novo tratamento de história para o filme para a Warner Bros., e Smith e Robbie foram definidos para reprisar seus papéis. Na San Diego Comic-Con daquele mês, o filme foi oficialmente intitulado Suicide Squad 2. Penn escreveu o rascunho de um novo roteiro para o filme como um favor ao estúdio. Mais tarde, em julho, Collet-Serra foi contratado para dirigir Jungle Cruise (2021) e retirou-se da direção do Suicide Squad 2, após decidir que preferia criar uma nova história do que continuar uma franquia existente.
Em agosto, Jared Leto estava pronto para reprisar seu papel como o Coringa do primeiro filme, enquanto a produção não deveria começar até que Will Smith concluísse seu trabalho em Aladdin (2019) e Projeto Gemini (2019) no final de 2018. No mês seguinte, Gavin O'Connor foi escolhido para dirigir o filme e co-escrever com seu parceiro de escrita, Anthony Tambakis, com base em sua própria visão. O personagem Adão Negro foi supostamente o vilão principal no roteiro de O'Connor, com Dwayne Johnson já escolhdio para o papel na DC Films. Michael De Luca se juntou ao projeto como produtor em janeiro de 2018, ao lado de Charles Roven. David Bar Katz e Todd Stashwick co-escreveram o filme com O'Connor em junho, concluindo o rascunho naquele mês de setembro. No início de outubro, O'Connor deixou o filme para se concentrar em The Way Back (2020). Isso foi supostamente por causa da frustração da Warner Bros. estar avançando com Birds of Prey (2020), um novo spin-off da Harley Quinn com uma história muito semelhante à que ele escreveu para Suicide Squad 2. Àquela altura, Joe Manganiello tinha sido introduzido a quatro ou cinco versões planejadas do filme, com seu personagem de Justice League (2017), Exterminador, lutando contra o Pistoleiro, mas isso não aconteceu.
Em outubro de 2018, James Gunn foi contratado para escrever e possivelmente dirigir o próximo filme do Suicide Squad. Seu acordo com a Warner Bros. foi fechado após a conclusão de seu acordo de saída com a The Walt Disney Company, depois que ele foi demitido pela Disney e pelo Marvel Studios da direção de Guardians of the Galaxy Vol. 3 (2023) em julho de 2018, quando comentaristas conservadores começaram a circular antigos tweets controversos que ele havia escrito. A Warner Bros. estava interessada em recrutar Gunn para o Universo Estendido DC (DCEU) imediatamente após sua demissão da Disney, e ofereceu a ele uma série de propriedades, incluindo Superman. Ele escolheu fazer um filme do Esquadrão Suicida e trouxe uma abordagem completamente nova para o projeto. Em resposta, Ayer afirmou que apoiava a decisão, descrevendo a contratação de Gunn como uma "jogada corajosa e inteligente" da Warner Bros. e chamando-o de "o homem certo para o trabalho". Dave Bautista, que estrelou os filmes Guardians of the Galaxy, expressou interesse em aparecer no seu filme do Esquadrão Suicida.

No dia seguinte à sua contratação pela Warner Bros., a Disney decidiu readmitir Gunn como diretor de Guardians of the Galaxy Vol. 3. Ele discutiu seu novo compromisso com o DCEU com o presidente da Marvel Studios, Kevin Feige, que o encorajou a "fazer um grande filme" e concordou em atrasar a produção de Guardians até que Gunn concluísse o trabalho na sequência de Suicide Squad. Em janeiro de 2019, o filme foi oficialmente intitulado The Suicide Squad e tinha lançamento agendado para 6 de agosto de 2021. O título foi sugerido por Gunn como uma piada, mas os executivos da Warner Bros. gostaram. Naquela época, Gunn estava em negociações para dirigir o filme, que foi descrito como um relançamento, em vez de uma sequência direta, que levaria a franquia a uma nova direção e apresentaria um elenco totalmente novo. Charles Roven e Peter Safran foram confirmados como produtores, com Zack Snyder e Deborah Snyder como produtores executivos.

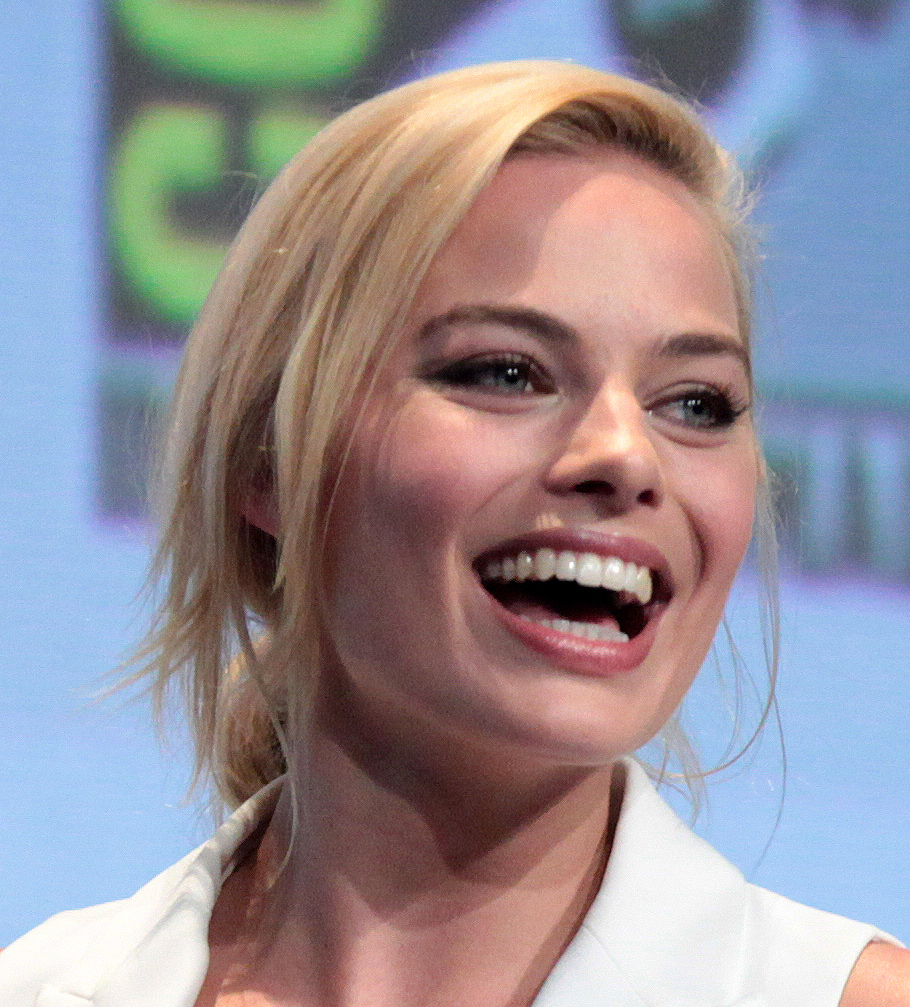
Margot Robbie estará de volta no papel de Arlequina.

### Elenco
Em fevereiro de 2019, o The Hollywood Reporter confirmou que Will Smith não reprisaria seu papel como Deadshot do primeiro filme, devido a conflitos de agenda. Gunn se encontrou com Idris Elba para discutir sua substituição, que "foi tão animada que as conversas começaram com o estúdio a sério". Elba, que foi a única escolha de Gunn e da Warner Bros., foi contratado para interpretar Deadshot em março. No entanto, em abril, Gunn e Warner Bros. decidiram fazer Elba interpretar um personagem diferente, o que permitiria que Smith voltasse em um futuro filme. Naquela época, Viola Davis e Margot Robbie haviam sido confirmadas para retornar como Amanda Waller e Arlequina, respectivamente, enquanto Jai Courtney anunciou que ele estaria reprisando seu papel de Capitão Bumerangue em uma entrevista. O envolvimento de Joel Kinnaman, que interpretou Rick Flag no primeiro filme, não estava claro, mas ele deveria voltar em julho. O envolvimento de Jared Leto também não era claro e, ao contrário de Kinnaman, ele não deveria aparecer até setembro.
Nesse ponto, a produção de The Suicide Squad estava marcada para começar depois que Margot Robbie terminasse seu trabalho em Aves de Rapina. The Suicide Squad foi descrito como uma nova visão da propriedade, em vez de uma sequência direta do filme de 2016. Ao contrário de Ayer, que se inspirou, principalmente, nos quadrinhos do Esquadrão Suicida dos Novos 52, Gunn se inspirou nos quadrinhos dos anos 80 de John Ostrander e Kim Yale. Assim como, Gunn decidiu se concentrar mais nos personagens que não foram introduzidos no Esquadrão Suicida, como uma versão feminina do Caça-Ratos, o Homem das bolinhas, o Tubarão-Rei e o Pacificador. Gunn considerou Dave Bautista para o papel do Pacificador, embora isso não pudesse acontecer devido a conflitos de agenda do ator. Em abril, David Dastmalchian e Daniela Melchior foram escalados como Homem-Bolinha e Caça-Ratos 2, respectivamente. John Cena entrou em negociações para um papel não revelado. Em julho, Storm Reid se juntou ao elenco, enquanto o envolvimento de John Cena foi confirmado. Em agosto, Flula Borg e Nathan Fillion foram escalados para papéis não revelados, e Steve Agee foi contratado para dar voz ao Tubarão-Rei, com Taika Waititi entrando em negociações para participar de um papel não revelado. Em setembro, Peter Capaldi se juntou ao elenco e Pete Davidson entrou em negociações para uma participação especial. O restante do elenco foi confirmado no final do mês.

### Filmagens
A fotografia principal começou em 20 de setembro de 2019, no Pinewood Atlanta Studios, em Atlanta, Geórgia. Henry Braham atuou como diretor de fotografia, depois de tê-lo feito anteriormente para Guardians of the Galaxy Vol. 2 (2017). Kevin Feige e o co-presidente do Marvel Studios, Louis D'Esposito, visitaram o set durante as filmagens.
Gunn usou efeitos práticos sempre que pôde e afirmou que o filme usaria mais efeitos práticos e cenários do que qualquer outro filme de história em quadrinhos blockbuster. Dan Sudick forneceu efeitos especiais no set, com próteses para o filme criadas pela Legacy Effects. Guy Norris atuou como diretor de segunda unidade em uma cena do filme. As filmagens em Atlanta deveriam durar três meses antes de passar para o Panamá por um mês. Joel Kinnaman descreveu o filme como uma comédia. As filmagens terminaram em 28 de fevereiro de 2020. Uma parte do filme foi filmada na cidade do Porto, em Portugal.

### Pós-produção
Fred Raskin e Christian Wagner atuaram como editores do filme. Raskin trabalhou anteriormente em Guardians of the Galaxy (2014) e Guardians of the Galaxy Vol. 2. Kelvin McIlwain foi o supervisor de efeitos visuais do filme, com fornecedores de efeitos visuais, incluindo Framestore, Weta Digital, Trixter, Scanline VFX e Cantina Creative. Em abril de 2020, Gunn confirmou que estava editando o filme em sua casa e que a pandemia de COVID-19 não havia afetado a data de pós-produção e lançamento do filme naquele momento.
Em dezembro de 2020, Gunn disse que a edição da versão final do filme havia sido concluída e o trabalho nos efeitos visuais, som e trilha sonora restantes continuava. O filme foi totalmente finalizado no início de fevereiro de 2021, e Gunn disse que a Warner Bros. não interferiu em sua visão do filme e deu apenas algumas notas menores sobre ele. Ele acrescentou que The Suicide Squad foi o filme mais divertido que já fez, o que ele atribuiu a priorizar a criatividade ao invés do perfeccionismo, estar no melhor lugar mental e emocionalmente, ter um elenco e equipe "estupendos" e um estúdio de apoio, e sentir que estava no auge de suas habilidades de direção.

## Trilha sonora
John Murphy compôs a trilha sonora de The Suicide Squad, marcando o primeiro filme de Gunn sem uma trilha sonora composta por Tyler Bates.

## Lançamento
The Suicide Squad foi lançado nos cinemas pela Warner Bros. Pictures, nos Estados Unidos em 6 de agosto de 2021 e digitalmente no serviço de streaming HBO Max por um mês a partir da mesma data. A Warner Bros. anunciou o lançamento em conjunto nos cinemas e streaming em meio à pandemia de COVID-19.

## Spin-offs

### Peacemaker
Enquanto completava o trabalho em The Suicide Squad remotamente durante a pandemia COVID-19, James Gunn começou a escrever uma série de televisão focada na origem do Pacificador. Em setembro de 2020, a HBO Max encomendou a série Peacemaker, com Gunn escrevendo todos os oito episódios e dirigindo vários deles. John Cena estrela a série como Pacificador, com Steve Agee e Jennifer Holland também reprisando seus respectivos papéis de John Economos e Emilia Harcourt. Gunn e Peter Safran são os produtores executivos da série. Peacemaker será lançado em janeiro de 2022.

### Outros
Em janeiro de 2021, Gunn disse que tinha ideias para outros spin-offs de The Suicide Squad, além de Peacemaker.